# Хеммонд, Дэвид
Дэвид Таруэлл Хеммонд (англ. David Thurwell Hammond; 5 января 1881, Чикаго — ?) — американский ватерполист и пловец, серебряный призёр летних Олимпийских игр 1904.
В водном поло на Играх 1904 в Сент-Луисе Хеммонд выступал за команду Чикаго в демонстрационном ватерпольном турнире, и его сборная заняла второе место.
Также Хеммонд соревновался в нескольких плавательных дисциплинах. В эстафете 4×50 ярдов вольным стилем он занял второе место, выиграв серебряную медаль. В заплыве на 100 ярдов вольным стилем он дошёл до полуфиналов, а в гонке на 100 ярдов на спине занял позицию ниже четвёртой.